# Алиша Класс
Алиша Класс (англ. Alisha Klass, род. 3 января 1972 года) — американская порнографическая актриса.
Класс начала карьеру в порноиндустрии в 1997 году, специализируясь на анальных сценах. Она известна своими работами с режиссёром Сеймором Баттсом, с которым одно время была помолвлена. Класс была ведущей телевизионного шоу Playboy «Inside Adult» и была автором колонки в журнале Club Confidential.

## Премии и номинации
- 1998 XRCO Best Anal/DP Scene for Behind the Sphinc Door[1]
- 1999 XRCO Best Anal/DP Scene for Tushy Heaven[1]
- 1999 XRCO Best Girl-Girl Scene for Tampa Tushy Fest 1[1]
- 1999 AVN Best Anal Sex Scene — Video for Tushy Heaven[2]
- 1999 AVN Best Group Sex Scene — Video for Tushy Heaven[2]
- 1999 AVN Best New Starlet[2]
- 1999 F.O.X.E Female Fan Favorite[3]
- 2000 AVN Best All-Girl Sex Scene — Video for Tampa Tushy Fest[2]
- 2000 AVN Female Performer of the Year nomination[4]
- 2001 AVN Best Group Sex Scene — Video for Mission to Uranus[2] (вместе с Маккайлой Мэттьюс и Hakan Serbes)